# Guerra del Pacífic (1879-1883)
La Guerra del Pacífic o Guerra del Salnitre. (1879-1883) fou un conflicte armat que enfrontà la República de Xile contra la República del Perú i la República de Bolívia.

## Antecedents
Xile i Bolívia mantingueren una llarga disputa territorial per definir les seves fronteres al desert d'Atacama, i van signar dos tractats que les definien en 1866 i 1874, però no van poder establir una relació harmoniosa entre ells, i el 1878 el conflicte es va agreujar amb la violació del tractat de 1874, per part de Bolívia, i la intervenció del Perú en el seu suport.
El 6 de febrer de 1873 es va signar un conveni secret entre Perú i Bolívia per recolzar-se mútuament enfront de la política expansionista de Xile. Quan va esclatar la recessió econòmica de 1878, el govern bolivià va establir un nou impost de 10 centaus per quintà de salnitre que s'exportés del territori bolivià, que la Compañía de Salitres de Antofagasta es va negar a pagar, i en 1879 Bolivia va embargar la salnitrera, de capital xilè i britànic.

## La guerra

Desembarcament i desplegament de tropes xilenes i aliades durant la campanya de Tarapacá, el novembre de 1879

En 14 de febrer de 1879 una força naval xilena sota el comandament del coronel Emilio Sotomayor va ocupar Antofagasta sense trobar cap resistència, i la ciutat es convertí en el centre d'operacions de l'exèrcit xilè.
El 30 d'abril de 1879, després de 13 dies de marxa, 4.500 soldats bolivians, comandats per Hilarión Daza, van arribar a Tacna per unir-se a les forces peruanes, comandades per Juan Buendía y Noriega. Els aliats es van desplegar entre Iquique i Pisagua, i entre Arica i Tacna, on es podia esperar un desembarcament xilè; i hi havia reserves estacionades a Arequipa i al sud de Bolívia, que haurien de ser desplegades a la costa després d'un desembarcament.
Els diversos intents negociadors dels Estats Units, Gran Bretanya, Alemanya, Brasil, Equador i Colòmbia a l'inici del conflicte foren infructuosos.
Després de la pèrdua de la fragata peruana Independencia a Punta Gruesa, el combat naval de Punta Angamos, a uns 80 quilòmetres al nord d'Antofagasta, el 8 d'octubre de 1879, va ser el punt culminant d'una campanya naval que va durar uns cinc mesos i en què l'armada xilena tenia l'única missió d'eliminar la seva homòloga peruana. Les fragates blindades Almirante Cochrane i Blanco Encalada, comandades pel comodor Galvarino Riveros Cárdenas i el capità de la Marina Juan José Latorre, van atacar, abordar i capturar el monitor peruà Huáscar, sota el contralmirall Miguel Grau Seminario, que morí en l'acció. El Huáscar va ser reparat, servint a l'armada xilena, que es va assegurar el domini durant la resta de la guerra, contribuint significativament a l'èxit en la invasió del departament de Tarapacá a principis de novembre. La resta de la flota peruana amb algun poder de combat es va dedicar a resguardar el transport de subministraments per a l'esforç de guerra.
El 2 de novembre, quan Perú ja havia perdut la seva escassa flota, l'exèrcit de Xile desembarca a Pisagua amb 9.500 homes d'infanteria i unitats especialitzades de sapadors, i 850 cavalls i mules, amb el suport de foc naval que aviat va acabar amb la defensa als forts al nord, a la punta Pisagua, i al sud, a la punta Pichalo, i prenent el port després de cinc hores de combat, per aïllar les tropes peruanes de Tarapacá respecte de les acantonades a Tacna i Arica, en el primer desembarcament amfibi de l'era moderna. L'endemà dues companyies del Regiment de Cavalleria Caçadors enviades al sud derroten un destacament de cavalleria aliada. Els xilens s'internaren en les pampes de Dolores per capturar els pous d'aigua i el 19 de novembre es produeix el primer gran xoc entre els aliats comandats pel general Buendía i una part de l'exèrcit xilè expedicionari de Sotomayor a la batalla de Dolores. Després d'unes hores d'intens combat, l'exèrcit aliat es retirà cap al sud en direcció a Arica, perseguit pels xilens, però el 27 de novembre els aliats vencen a la batalla de Tarapacá i en no poder perseguir als xilens per manca de cavalleria i artilleria, es retiraren a Arica abandonant Tarapacá i deixant-la en mans xilenes, que l'ocuparen. El president peruà Mariano Ignacio Prado es retirà de teatre d'operacions i partí cap a Europa per comprar armes i vaixells per continuar la guerra. El general Narciso Campero assumí la presidència de Bolívia, i després de la marxa de Prados a Europa, Nicolás de Piérola va assumir el Govern del Perú mitjançant una revolució el 23 de desembre.

Desembarcament i desplegament de tropes xilenes i aliades durant la campanya de Tacna i Arica de gener a juny de 1880

El president xilè Aníbal Pinto va reorganitzar l'exèrcit ordenant bloquejar els ports i caletes situats entre Arica i Mollendo, bombardejant les seves instal·lacions portuàries, i va començar la campanya de Tacna i Arica desembarcant a Ilo el 25 de febrer i a Pacocha l'1 de març de 1880, i el 22 març els xilens comandats pel general Baquedano van derrotar a les tropes peruanes sota el comandament de Coronel Andrés Gamarra apostades al turó Los Angeles i els seus voltants. El 26 de maig tingué lloc la batalla de Tacna, una de les més cruentes de tota la guerra, amb nombroses baixes en els dos bàndols, i com a conseqüència immediata de la derrota de l'exèrcit aliat, Bolívia, encara que no abandonà políticament al Perú, ja no participarà amb forces durant la guerra, i l'exèrcit xilè avançà cap a Arica, prenent-la i ocupant els territoris des d'Antofagasta fins Ilo.
Patricio Lynch, capità de la marina de xilena, des del 4 de setembre de 1880 i durant dos mesos va navegar per la costa peruana al nord de Lima des d'Arica capturant recursos i destruint deu ciutats.

Desembarcament i desplegament de tropes xilenes durant la campanya de Lima

L'ocupació dels departaments del sud del Perú (Tacna, Arica i Tarapacá) i l'expedició de Lynch van demostrar que l'exèrcit del Perú ja no disposava d'una força militar qualificada per defensar el país, però no fou suficient per convèncer el govern peruà per demanar la pau. El 22 d'octubre de 1880 delegats dels tres països en guerra es van reunir a bord del vaixell de guerra nord-americà USS Lackawanna, ancorat davant de Arica, i en la conferència de pau gestionada pels representants dels Estats Units, Xile va exigir la cessió d'Antofagasta i Tarapacá, una indemnització de 20 milions de pesos or, la desmilitarització d'Arica, la dissolució del tractat secret, però els aliats es van negar a fer cessions territorials i la conferència va fracassar. Després del rebuig dels països de l'aliança, va continuar a Xile el debat sobre el camí a seguir per obtenir dels aliats un tractat de pau duradora que reconegués el lliurament d'Antofagasta i Tarapacá: esperar a Tacna un canvi d'opinió a Lima o La Paz, o ocupar Lima. Finalment es va decidir que l'ocupació de Lima era l'única alternativa viable, així que el govern xilè, intentant satisfer les demandes públiques d'acabar amb la guerra i assegurar la pau, va haver de planificar l'ocupació de Lima.
Piérola va reunir i equipar un exèrcit de més de dos mil homes per defensar Lima amb dues línies defensives paral·leles, al balneari de Chorrillos, amb els soldats veterans, i a Miraflores es va situar la reserva formada per la milícia. Els xilens van embarcar entre novembre i desembre de 1880. La infantería va desembarcar a Pisco i l'artilleria a Curayaco, una caleta al sur de Lima. El 13 de gener de 1881 s'inicia l'atac a Chorrillos, on es produeix un combat urbà i una lluita sense quarter amb derrota peruana, i dos dies després els combats es reprodueixen a Miraflores, on la victòria xilena és completa i Lima es rendeix. La nit del 17 al 18 de gener, la marina de guerra del Perú va destruir les darreres naus per evita que caiguessin en mans enemigues. Aprofitant que el gruix de l'exèrcit xilè estava al Perú, es va produir un aixecament general dels maputxes en 1881, que va acabar amb l'ocupació de Villarrica en 1883.
Amb l'ocupació xilena de Lima en 1881, Argentina va pressionar a Xile, que no estava en condicions d'obrir un nou front de guerra, a reconèixer la sobirania argentina en els territoris disputats de la Patagònia Oriental el 22 d'octubre.
Després de l'ocupació de Lima, una junta de notables va reconèixer Francisco García-Calderón com a president provisional, i va iniciar negociacions amb Xile, però en no acceptar les cessions territorials, els xilens el van confinar, i el nou president Lizardo Montero es va traslladar amb el govern a Huaraz en febrer de 1882 i va nomenar Miguel Iglesias com a responsable militar del nord. Xile encara va haver d'enviar tres expedicions a l'interior del Perú per sotmetre la resistència peruana del general Andrés Avelino Càceres a les regions Cajamarca (nord), Arequipa (sud) i Sierra Central (Cerro Pasco a Ayacucho) en forma de campanya de guerrilla generalitzada, atacant les tropes xilenes i la seva logística, amb els combats de Sagna i La Concepció. Tot i les nombroses baixes en l'exèrcit xilè, les forces peruanes van ser derrotades definitivament a la batalla d'Huamachuco el 10 de juliol de 1883, i Perú va haver de sotmetre a les condicions imposades per signar la pau.

## Conseqüències
El 22 d'octubre de 1883 es va signar el Tractat d'Ancón que posava punt final a la guerra, i les tropes xilenes abandonaren el territori peruà el juny de 1883. Després de nombroses negociacions amb Bolívia, el 4 d'abril de 1884 es va signar un pacte de treva i en 1904 es va poder signar un tractat de pau definitiu. Després de la guerra, Xile es convertirà a perpetuïtat en sobirà de la província de Tarapacá i dels territoris bolivians a sud del riu Lloa, mantenint ocupades les províncies de Tacna i Arica durant deu anys segons el Tractat d'Ancón, i una consulta popular hauria d'haver definit la seva pertinença a Xile o Perú.
Acabada la guerra, va esclatar la guerra civil al Perú, entre els partidaris de Miguel Iglesias, autoproclamat President, i Andrés Avelino Cáceres, que havia encapçalat la resistència a la serra, i que va guanyar el darrer en 1885.
El plebiscit per a la pertinença de Tacna i Arica a un o altre estat, tanmateix, no es va realitzar, sinó que es va signar el Tractat de Lima el (1929) que va fixar la pertinença d'Arica i la seva província a Xile. La Nova constitució política de Bolívia (2007-2009) estableix que el país té un dret irrenunciable sobre el territori que dona accés a l'oceà Pacífic i el seu espai marítim, en referència al territori cedit per Perú i Bolívia a Xile a la finalització de la guerra.
La riquesa salnitrera, que conté gairebé tots els dipòsits mundials de nitrat, usat en la manufactura d'explosius i fertilitzant, i guano, la posterior descoberta de jaciments de coure que fou incorporada a Xile va permetre reactivar la seva economia nacional i començar un cicle expansiu que es perllongaria fins a 1930 i començar un procés de modernització iniciant una àmplia i sostinguda política d'obres públiques, invertint en ferrocarrils, obres portuàries i l'educació pública. Es va reactivar l'agricultura en generar-se un nou mercat intern, la incipient indústria i les economies urbanes.